# 長久手市立西小学校
長久手市立西小学校（ながくてしりつ にししょうがっこう）は愛知県長久手市にある公立小学校。

## 概要
- 作田1・2丁目、打越、久保山、桜作、五合池、塚田、西浦、平池（一部）、仲田（一部）が校区である。公立中学校に進む場合は、長久手市立北中学校に進学する[1]。

## 沿革
- 1976年（昭和51年）
  - 4月1日 - 長久手町立長久手小学校から分離し、長久手町立西小学校として開校。
  - 5月 - 校舎を増築する。
- 1977年（昭和52年）10月 - 体育館が完成する。
- 1979年（昭和54年）5月 - 校舎を増築する。
- 1988年（昭和63年）4月 - 長久手町立南小学校を分離する。
- 2008年（平成20年）4月 - 長久手町立市が洞小学校を分離する。
- 2012年（平成24年）1月4日 - 長久手町が市制施行し、長久手市となる。同時に長久手市立西小学校に改称する。

## 著名な出身者
- 羽根彩夏（棋士）

## 交通アクセス
- 愛知高速交通東部丘陵線「リニモ」はなみずき通駅下車、徒歩約5分。杁ヶ池公園駅下車、徒歩約10分。
- N-バス中央循環線、福祉の家線「長久手郵便局南」バス停より徒歩約5分。
- 名鉄バス東山線【41・43・44・45系統】「西長久手」バス停より徒歩約3分。

## 周辺施設
- アピタ長久手店
- あいち銀行長久手中央支店
- 名古屋銀行長久手支店
- 瀬戸信用金庫西長久手支店
- 日東工業本社
- 長久手郵便局
- 長久手口郵便局
- 西洞公園
- 後山公園
- 東部丘陵線（リニモ）はなみずき通駅
- 愛知県道60号名古屋長久手線（グリーンロード・図書館通り[2]）
- 愛知県道6号力石名古屋線（はなみずき通り・図書館通り[2]）

本校は名古屋市名東区に近い（600mほど西に、名東区照が丘との境界がある）。